# 검은꼬리모자이크꼬리쥐
검은꼬리모자이크꼬리쥐(Melomys rufescens)는 쥐과에 속하는 설치류의 일종이다. 뉴기니섬의 토착종이다.